# Bāb Anār
Bāb Anār (persiska: باب انار) är en ort i Iran.   Den ligger i provinsen Fars, i den centrala delen av landet, 800 km söder om huvudstaden Teheran. Bāb Anār ligger 1 279 meter över havet och antalet invånare är 1 702.
Terrängen runt Bāb Anār är kuperad åt nordost, men åt sydväst är den bergig. Runt Bāb Anār är det ganska glesbefolkat, med 45 invånare per kvadratkilometer. Det finns inga andra samhällen i närheten. Omgivningarna runt Bāb Anār är i huvudsak ett öppet busklandskap.